# 大谷千正
大谷 千正（おおたに せんしょう、1956年8月7日 - ）は、日本の作曲家、音楽学者（ガブリエル・フォーレ研究家）。兵庫県出身。

## 略歴
パリのエコールノルマル音楽院で和声学、対位法、フーガ、作曲を学んだ後、リュエイユ＝マルメゾン国立音楽院（現在の同地域圏立音楽院 (fr) ）作曲科を一等賞首席で卒業。作曲をトニー・オーバン、音楽学をセルジュ・ギュットに師事した。1980年にA. ジョリヴェ賞、フランス音楽著作権協会賞、2011年にJILA作曲賞を受賞。1988年には、パリ＝ソルボンヌ大学で博士号（音楽学）を取得。
歌曲、合唱曲、ピアノ曲、室内楽作品のほか、管弦楽曲としては『Vl. Vc. Orc. のためのコンチェルト』、『カンタータ歎異抄』、オペラ『親鸞、幻の如くなる一期』、オペラ＝コミック『二人のマルグリート』、『エンマ』などがある。
これまで立命館大学、相愛大学、広島音楽高等学校などで教鞭を執る。日本音楽著作権協会、日本現代音楽協会、日本作曲家協議会、日本音楽学会、フランス・フォーレ協会等会員。浄土真宗本願寺派仏教音楽研究所常任研究員なども務める。

## 訳書
- 『ラルース音楽事典』（福武書店、1989年）
- 『ニューグローブ世界音楽大事典』（講談社、2002年）
- ジャン＝ミシェル・ネクトゥー『ガブリエル・フォーレ 1845-1924』（編訳、新評論、1990年、新装版：2008年） ISBN 4794800797 / ISBN 978-4794807861
- ジャン＝ミシェル・ネクトゥー編著『サン＝サーンスとフォーレ 往復書簡集』（日吉都希恵・島谷真紀共訳、新評論、1993年） ISBN 978-4794801777
- オルネラ・ヴォルタ編著『サティとコクトー 理解の誤解』（新評論、1994年）
- ジャン＝ミシェル・ネクトゥー『評伝フォーレ 明暗の響き』（監訳、日高佳子, 宮川文子訳 新評論、2000年）
- ウラディミール・ジャンケレヴィッチ『フォーレ 言葉では言い表し得ないもの…』（小林緑,遠山菜穂美,宮川文子,稲垣孝子共訳、新評論、2006年） ISBN 978-4794807052

## CD
- 20世紀日本歌曲の潮流‐III（Disc1/『白い手紙』） （国際芸術連盟、JILA-1214～5、2000年）
- カンタータ歎異抄（アルバム/全27曲） （浄土真宗本願寺派仏教音楽研究所、VBC-2303、2003年）
- 御堂演奏会 2003・2004・2005（『いつか私は』/女声二部合唱版） （本願寺出版社、HONG-0301・0401・0501、2003・2004・2005年）
- 念仏（『いつか私は』） （本願寺出版社、HONG-0402、2004年）
- 西からの風…（アルバム/全11曲） （国際芸術連盟、JILA-2064、2008年）
- 大畑理博 ソングス（『葬送歌』） （ディスククラシカジャパン、DCJA-21014、2010年）
- オペラ『親鸞、幻の如くなる一期』  （音源配信、JILA-STORE、2012年）
- 21世紀合唱音楽祭‐Ⅴ（Disc1/『礼讃 Ⅰ・Ⅱ』） （国際芸術連盟、JILA-2472～73、2012年）
- 日本の作曲家2013（『ソプラノのための２つのアリア』：＜アディーラのアリア＞・＜マルグリート H.のアリア＞）（日本作曲家協議会、アイブライト、EBCD-0355、2013年）
- 日本の作曲家2015（『男声のための３つのアリア』：＜サン=サーンスのアリア＞・＜アルベニスのアリア＞・＜フォーレのアリア＞）（日本作曲家協議会、アイブライト、EBCD-0384、2015年）
- オペラ＝コミック『二人のマルグリート』＜全2幕4場＞ （国際芸術連盟、JILA-C2878-1～2、2016年）
- 日本の作曲家2017（『ソプラノのための3つアリア』：＜マリーのアリア＞・＜アディーラのアリア＞・＜マルグリート H.のアリア＞）（日本作曲家協議会、アイブライト、EBCD-0416、2017年）
- 日本の作曲家2018（『後鳥羽上皇と伊賀局』の場面）（日本作曲家協議会、アイブライト、EBCD-0424、2018年）

## 楽譜
- 『歎異抄』（二重唱曲：ソプラノ・バリトン・ピアノ）（日本作曲家協議会、JFC-0418、2005年）
- 『カンタータ歎異抄』（オーケストラ・スコア：A3判、52p., 聞思舎、2005年）
- 『念仏者は無礙の一道なり』（女声二部合唱曲：ソプラノ・アルト・ピアノ）（「本願寺音御堂2020/2022」- CD付、本願寺出版社、2020/2022年）
- 『いつか私は』（「仏教讃歌」、本願寺出版社、2006年） ISBN 4-89416-140-0 （女声二部合唱版：「讃歌集３」、本願寺出版社、2009年／「聖歌・讃歌集５」、本願寺出版社、2013年）
- 『白い手紙』（歌曲：メゾ=ソプラノ、ピアノ）（日本作曲家協議会、JFC-0713、2008年）
- オペラ『親鸞、幻の如くなる一期』（オーケストラ・スコア：菊倍判、340p., 国際芸術連盟、2012年） ISBN 978-4-906616-86-2
- 『礼讃 I・II』（混声八部合唱曲）（楽譜配信、JILA-STORE、2012年）
- 『ソプラノのための２つのアリア』：＜アディーラのアリア＞・＜マルグリート Ｈ.のアリア＞（ピアノ伴奏版）（日本作曲家協議会、JFC-1304、2014年）
- 『男声のための３つのアリア』：＜サン=サーンスのアリア＞・＜アルベニスのアリア＞・＜フォーレのアリア＞（ピアノ伴奏版）（日本作曲家協議会、JFC-1505、2016年）
- オペラ＝コミック『二人のマルグリート』＜全2幕4場＞（オーケストラ・スコア：A4変形判、354p., 国際芸術連盟、2018年）ISBN 978-4-906616-95-4
- 『ソプラノのための３つのアリア』：＜マリーのアリア＞・＜アディーラのアリア＞・＜マルグリート H.のアリア＞（ピアノ伴奏版）（日本作曲家協議会、JFC-1705、2018年）